# Willy Singer
Wilhelm „Willy“ Singer (* 23. Februar 1949 in Heimertingen) ist ein ehemaliger deutscher Radrennfahrer.

## Werdegang
Nachdem Singer vorher im Fußball aktiv gewesen war, begann mit 18 Jahren in Memmingen mit dem Radsport.
Als Amateur gewann Singer mit der Nationalmannschaft des Bundes Deutscher Radfahrer das Mannschaftszeitfahren zum Prolog des Grand Prix Guillaume Tell 1974 zwei Etappen der Rheinland-Pfalz-Rundfahrt.
Nachdem Singer durch mehrerer vordere Platzierungen im Piccolo Giro di Lombardia auf sich aufmerksam gemacht hatte, wurde er 1976 Berufsfahrer beim italienischen Radsportteam Bianchi. Mit dieser Mannschaft bestritt er als Helfer des späteren Gesamtsiegers Felice Gimondi den Giro d’Italia 1976 und wurde selbst 58. der Gesamtwertung. 1978 belegte er den 80. Platz. Die Tour de France 1977 beendete er als 48.
Singer bestritt zwischen 1976 jeweils die Straßenweltmeisterschaften. 1976 belegte er Rang 32; in den übrigen Jahren beendete er das Rennen nicht.
Neben dem Straßenradsport war Singer auch im Querfeldeinrennen aktiv. Er wurde bei den nationalen Meisterschaften 1977 Zweiter hinter Klaus-Peter Thaler und wurde bei den anschließenden Weltmeisterschaften 24.
Im Jahr 1979 wechselte er zum französischen Peugeot-Team, bevor er nach der Saison 1980 seine Radsportkarriere bei der deutschen Mannschaft Kondor beendete. Nach seiner aktiven Laufbahn eröffnete er in Augsburg ein Fahrradgeschäft.